# Ahidous

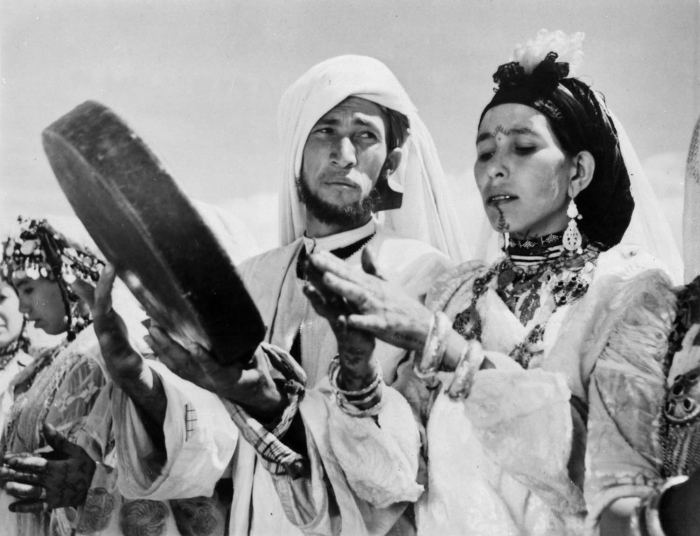
Músicos e dançarinos de ahidous em 1955

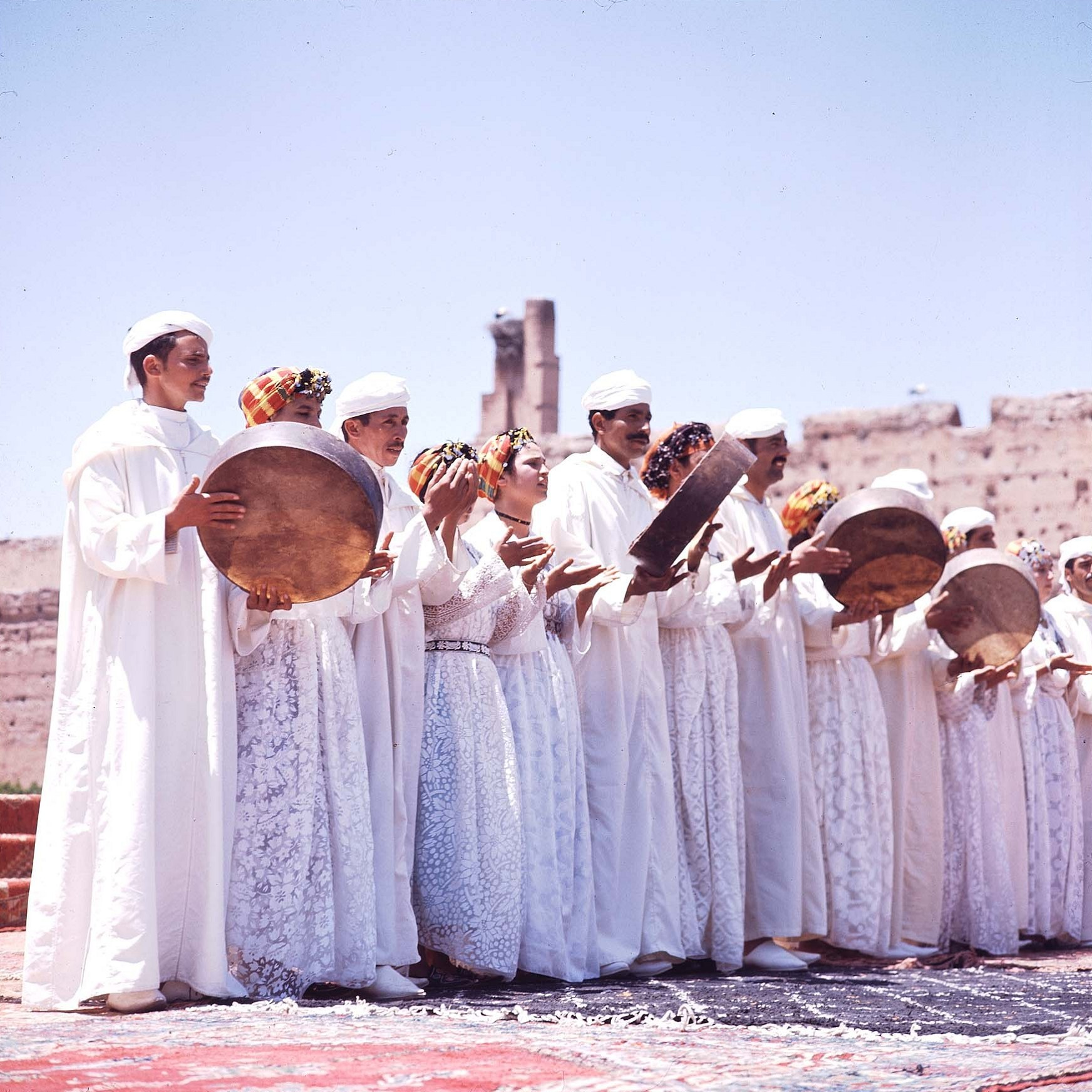
Grupo de ahidous no Festival de Folclore de Marraquexe de 2001

O ahidous (em tifinague: ⴰⵃⵉⴷⵓⵙ) é uma dança tradicional das tribos berberes do Médio e Alto Atlas, Marrocos, na qual homens e mulheres alinhados lado a lado formam rodas flexíveis e ondulantes, ao mesmo tempo que cantam (em berbere: izli ou izlan) ao ritmo do bendir (pandeireta tradicional de Marrocos).
O ahidous é conhecido como sendo o divertimento preferido dos berberes do Marrocos central e o seu meio de expressão mais completo e mais vivo. É dançado nos dias festivos e ,no verão depois das colheitas, quase todas as noites nas aldeias.
Os dançarinos colocam-se em círculo, em semicírculo ou e duas filas frente a frente, só homens, só mulheres ou homens e mulheres alternados, muito próximos uns dos outros, ombro contra ombro, formando um bloco compacto. A dança é ritmada com pandeiretas e palmas. Os movimentos são coletivos, formando como que ondas numa seara ao vento, denotando um sentido de ritmo notável. Quase todos os participantes fazem os mesmos gestos ao mesmo tempo, pelo que a dança apresenta sobretudo um efeito de justaposição. Neste sentido, é muito característica da mentalidade gregária dos berberes. O ahwach dançado pelos também berberes chleuhs do Atlas Ocidental é muito diferente do ahidous.